# Phoebe formosana
Phoebe formosana är en lagerväxtart som först beskrevs av Bunzo Hayata, och fick sitt nu gällande namn av Bunzo Hayata. Phoebe formosana ingår i släktet Phoebe och familjen lagerväxter. Inga underarter finns listade i Catalogue of Life.